# Восстановление запчастей
Восстановление запчастей — комплекс мероприятий, направленных на возврат деталям, узлам, механизмам и агрегатам, которые вышли из строя во время эксплуатации или аварии подверглись естественному износу, их оригинальных характеристик, геометрических параметров и физических свойств; а также отрасль восстановительного производства, которая занимается обменом, выкупом, переработкой и повторным выпуском деталей, бывших в употреблении.
Отличие восстановления от обычного ремонта заключается в том, что в восстановленных механизмах замене на новые подлежат все детали, которые подвергались износу в процессе эксплуатации, в то время как отремонтированному изделию только возвращается работоспособное состояние.

## Типы запчастей, подлежащих восстановлению
На современном этапе разработаны технологии восстановления почти полной номенклатуры запчастей. Это обусловлено в основном двумя факторами: экологическими стандартами, которые устанавливают производителю регулирующие органы (в частности Всесторонние рекомендации по закупкам Агентства по охране окружающей среды — Comprehensive Procurement Guideline (CPG)) а с другой стороны, экономической целесообразностью: финансовая выгода конечного пользователя при приобретении восстановленных деталей вместо новых может составлять от 28 до 82 % стоимости нового изделия. Эта доля зависит, во-первых, от технической сложности запчасти (простая деталь, механизм, собранный узел, агрегат) и трудозатрат на ее восстановление, во-вторых, от бренда производителя, страны происхождения и качества оригинальных материалов и комплектующих.
Чаще всего применяют для восстановления дорогостоящих комплектующих:
- двигатели (как бензиновые ДВС, так и дизельные) и их компоненты: блоки цилиндров, головки блоков (ГБЦ), распределительные и коленчатые валы, турбины, топливные насосы (в том числе высокого давления — ТНВД)
- трансмиссия: механические и автоматические коробки передач (МКПП и АКПП), раздаточных коробки, муфты включения полного привода
- электрооборудование: стартеры и генераторы
- компоненты рулевого управления: рулевые рейки, гидравлические усилители руля (ГУР), рулевые валы
- компоненты тормозной системы: главные и рабочие тормозные цилиндры, диски и колодки, суппорты и направляющие тормозов

Также применяются технологии реставрации к повреждению лако-красочного покрытия (ЛКП), деформированных кузовных деталей и т. п.

## Галерея

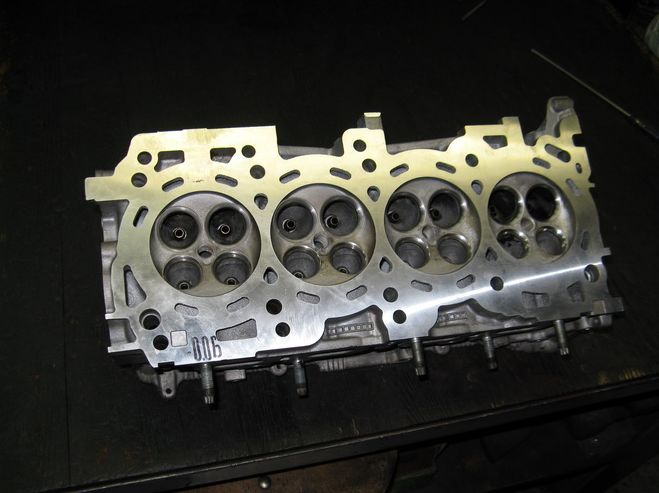
Восстановленная головка блока цилиндров Nissan X-Trail
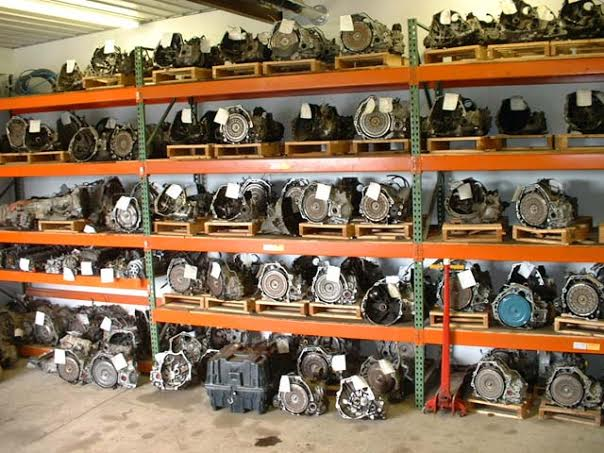
Обменный фонд восстановленных коробок передач
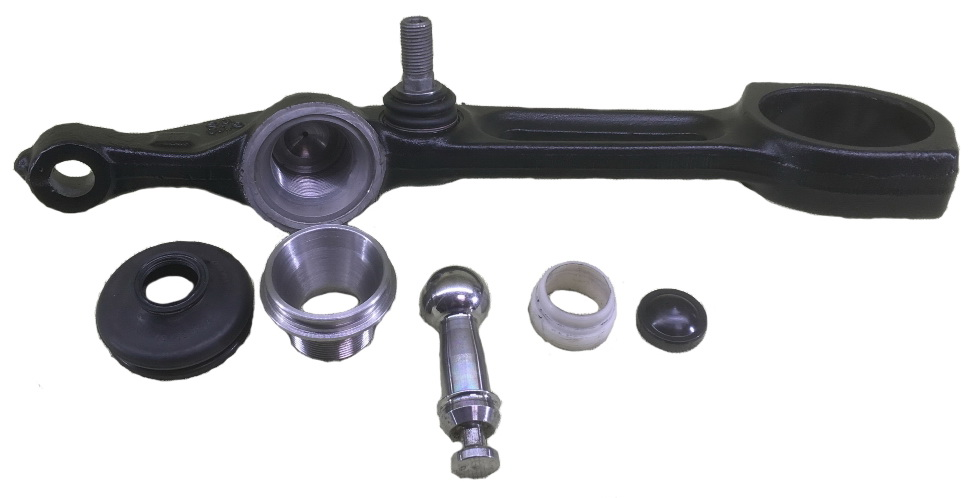
Восстановленный рычаг подвески Merсedes Benz W220

| Трансмиссия               | Ходовая часть           | Двигатель             | Тормозная система         | Электро оборудование     | Рулевое управление                   | Топливная система    | Системы управления          |
| ------------------------- | ----------------------- | --------------------- | ------------------------- | ------------------------ | ------------------------------------ | -------------------- | --------------------------- |
| АКПП                      | Амортизатор             | Блок цилиндров        | Скоба суппорта            | Генератор                | Рейка рулевая                        | Дроссельная заслонка | ЭБУ                         |
| Гидротрансформатор        | Рычаг                   | ГБЦ                   | Суппорт тормозной         | Электродвигатель привода | Вал рулевой                          | Инжектор             | Система круиз контроль      |
| Коробка раздаточная       | Тяга продольная         | ДВС                   | Трубка тормозная          | Стартер                  | Колонка рулевая                      | ТНВД                 | Система управления впрыском |
| МКПП                      | Тяга поперечная         | Турбина               | Главный тормозной цилиндр | Компрессор кондиционера  | Наконечник рулевой                   | Бензонасос           | Система управления светом   |
| Редуктор заднего моста    | Тяга реактивная         | Вал коленчатый        | Тормозной цилиндр         | Ролик кондиционера       | Насос гидравлического усилителя руля | Трубка топливная     | Система ABS                 |
| Редуктор переднего моста  | Опора шаровая           | Вал распределительный | Диск тормозной            | Ролик натяжной           | Трубка гидравлическая                |                      |                             |
| Трубка сцепления          | Диск колесный           | Компрессор            | Барабан тормозной         | Ролик обводной           | Тяга рулевая                         |                      |                             |
| Актуатор                  | Опора верхней стойки    | Подушка двигателя     |                           |                          |                                      |                      |                             |
| Вал приводной             | Подвеска пневматическая |                       |                           |                          |                                      |                      |                             |
| Вал карданный             | Стойка стабилизатора    |                       |                           |                          |                                      |                      |                             |
| Муфта полного привода     |                         |                       |                           |                          |                                      |                      |                             |
| Цилиндр сцепления рабочий |                         |                       |                           |                          |                                      |                      |                             |
| Цилиндр сцепления главный |                         |                       |                           |                          |                                      |                      |                             |
| ШРУС                      |                         |                       |                           |                          |                                      |                      |                             |
| Диск сцепления            |                         |                       |                           |                          |                                      |                      |                             |

## Виды восстановления
Согласно рекомендациям Ассоциации Восстановителей Автозапчастей (англ. — Automotive Parts Remanufacturers Association, APRA Архивная копия от 27 декабря 2018 на Wayback Machine), существуют следующие стадии восстановления, которые отличаются процентом замены изношенных деталей новыми:
- Переработанные — Remanufactured это наибольшая степень восстановления запчастей, которая применяется в основном предприятиями-производителями оригинального оборудования (OEM). Эти предприятия внедряют программы выкупа или обмена у владельцев поврежденных запчастей с целью восстановления и повторного выпуска. Восстановленные таким образом запчасти имеют фактически те же характеристики, что и заново выпущенные. Преимущественно применяется в Европе.
- Пересобранные — Rebuilt — высокая степень восстановления агрегатов и механизмов с применением оригинальных ремкомплектов на сертифицированных производителем предприятиях. Восстановленная деталь должна пройти проверку на соответствие условиям и стандартам производителя, после чего может попасть в продажу с маркировкой «Х» («икс»). Распространено преимущественно на американском вторичном рынке.
- Отреставрированные — Recovered — промежуточный вариант восстановления, обычно без соблюдения стандартов производителя, направленный прежде всего на замену поврежденных узлов и механизмов. Еще один вид реставрации — воссоздание дорогостоящих и раритетных запчастей, которые давно сняты с производства и не могут быть заменены новыми, например, для не серийных старинных автомобилей. В этом случае больше всего ценятся приближения отреставрированной детали к оригиналу.
- Отремонтированые — Repaired — восстановленные этим методом запчасти, механизмы и агрегаты преимущественно не отличаются высокой надежностью, ведь обычно происходит не замена поломанных или изношенных деталей новыми, а возвращение им первоначальной формы и параметров. Цель ремонта не полное восстановление ресурса, а лишь устранение неисправности и возврата запчасти в работоспособное состояние. Именно такой тип получил распространение на территории бывшего СССР.
- Бывшие в употреблении — Used — снятые с машин детали, которые понесли потерю ресурса в ходе эксплуатации, но сохранили работоспособность. Продаются в большей степени на авторозборках.

## Восстановление запчастей в мире
Мощные производители оригинального оборудования (ОЕМ) а также автоконцерны разработали и внедряют коммерческие модели и технологии восстановления произведенных на их предприятиях запчастей. Типичная схема такого сотрудничества между производителем и потребителем — это создание программ замены изношенных запчастей на новые/восстановленные через сеть дилеров и официальных сертифицированных представителей. В этом случае владельцу поврежденного или изношенного агрегата предлагается вернуть его производителю в счет уплаты за новую запчасть. Например, компания Bosch предлагает замену отработавших стартеров, генераторов, компонентов дизельных систем и электрооборудования по программе Bosch eXchange. Условиями не принятия по этой программе считаются сильная коррозия, неполная комплектация агрегата или его разборка или механическое повреждение.
Далее поврежденные детали возвращаются на предприятия изготовителя для восстановления или переработки. Некоторыми автоконцернами созданы специализированные заводы, которые занимаются исключительно восстановлением бывших в употреблении и возвращенных запчастей. Так концерн VAG построил завод в городе Кассель, который специализируется на восстановлении трансмиссий — на нем занято 16107 работников.
Компания Renault восстанавливает компоненты ходовой, двигателей, трансмиссии и электрооборудования на своем заводе в городе Шуази-ле-Руа: за год здесь разбираются, тестируются, реставрируются и собираются заново до 15 000 двигателей и до 18 000 КПП. Полученные таким образом изделия имеют те же гарантийные показатели, что и новые при цене меньшей на 40 %
Ford на своем заводе внедрил восстановления бензиновых и дизельных двигателей на которые после восстановления предоставляется гарантия от 2 до 3 лет независимо от пробега. Используя бывшие в употреблении агрегаты, компания экономит на сырье и энергии, а также уменьшает выброс металлолома на свалку. По этой технологии восстанавливаются блоки цилиндров, головки блоков (ГБЦ), коленчатые и распределительные валы, шатуны, а замене на новые детали подлежат: поршни, поршневые кольца, подшипники, выпускные клапаны, прокладки и уплотнения.
Кроме собственного перевыпуска на своих мощностях автопроизводителями также получили распространение специализированные предприятия, которые профессионально занимаются восстановлением запчастей и имеют сертификаты авторизованных партнеров от автопроизводителей, но формально являются независимыми коммерческими предприятиями.
Примером восстановительного производства по такой схеме является британское предприятие Shaftec из города Бирмингем, которое восстанавливает в промышленных масштабах детали ходовой, рулевой и тормозной систем для различных моделей автомобилей для реализации на вторичном рынке Aftermarket. Наибольшим спросом пользуются тормозные суппорты, рулевые рейки и насосы гидравлического усилителя руля.
Некоторые известные производители запчастей ОЕМ предлагают также своим клиентам Aftermarket под собственным брендом восстановленные запчасти. По такой схеме действует итальянский производитель тормозов Brembo, который восстанавливает тормозные суппорты. Особенность этой схемы заключается в том, что восстанавливаются запчасти только собственного производства.
Компания TRW владеет заводом в Чехии, на котором осуществляет восстановление рулевых реек и насосов усилителя руля. Это производство внедрено в рамках большой программы концерна ZF по восстановлению запчастей.

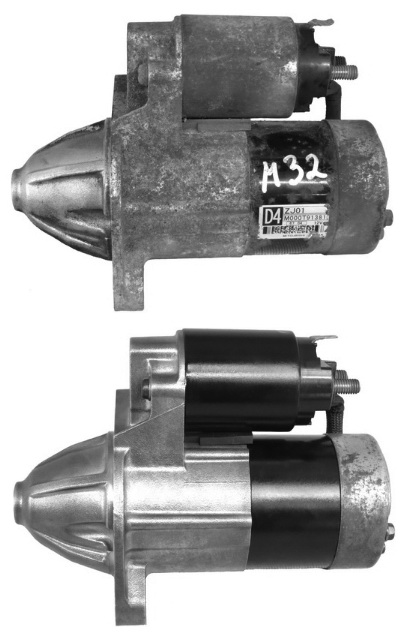
Стартер Mazda 3, который был поврежден во время эксплуатации (вверху) и восстановленный стартер (внизу)